# Alvania dalmatica
Alvania dalmatica is een slakkensoort uit de familie van de Rissoidae. De wetenschappelijke naam van de soort is voor het eerst geldig gepubliceerd in 2007 door Buzzurro & Prkic.